# Salentia mongolica
Salentia mongolica är en tvåvingeart som beskrevs av Zaitzev 1975. Salentia mongolica ingår i släktet Salentia och familjen stilettflugor.
Artens utbredningsområde är Mongoliet. Inga underarter finns listade i Catalogue of Life.